# مهدی ایزدی
مهدی ایزدی بازیکن فوتبال اهل مازندران شهرستان آمل است که این فصل در پست مهاجم برای باشگاه فوتبال مس سونگون ورزقان در لیگ آزادگان بازی می‌کند.
ایزدی در فصل ۱۴۰۰-۱۳۹۹ عضو باشگاه نفت مسجد سلیمان در لیگ برتر بوده که در ۱۸ بازی برای این تیم به میدان رفته‌است.
مهدی ایزدی در فصل گذشته برای تیم مس شهربابک در لیگ دسته اول در ۲۹ بازی بعنوان بازیکن اصلی و در ۲ بازی بعنوان بازیکن ذخیره به میدان رفته است که حاصل آن دو گل بوده است.
وی به دلیل مصدومیت در آخرین بازی لیگ دسته اول برای تیم مس شهربابک از ناحیه کشاله مصدوم شد تا باعث شود نیم فصل اول فصل ۱۴۰۲-۱۴۰۱ را از دست دهد.
ایزدی در نیم فصل دوم این فصل از مسابقات با نظر پیروزقربانی سرمربی تیم شهرداری آستارا به این تیم لیگ یکی پیوست.
وی همچنین در باشگاه فوتبال رایکا بابل نیز بازی کرده‌است.